# Sân bay quốc tế Chubu
Sân bay quốc tế Chūbu (中部国際空港 Chūbu Kokusai Kūkō, Trung Bộ quốc tế không cảng) (IATA: NGO, ICAO: RJGG) là một sân bay trên một đảo nhân tạo ở vịnh Ise, Thành phố Tokoname ở tỉnh Aichi, phía Nam của Nagoya ở miền Trung Nhật Bản.
Đây là sân bay hạng nhất và là cảng hàng không quốc tế cửa ngõ chính của  vùng Chūbu (Trung Bộ) của Nhật Bản. Tên tiếng Nhật "Centrair" (セントレア Sentorea) , tên gọi thân mật (愛称) được bầu chọn vào ngày 8 tháng 5 năm 2001 với sự kết hợp giữa CENTRal + AIRport. Tên Tiếng anh là Central Japan International Airport. Công ty vận hành là Central Japan International Airport Co., Ltd. (中部国際空港株式会社 Chūbu Kokusai Kūkō Kabushiki-gaisha).

## Lịch sử
Chūbu là sân bay nằm ngoài biển thứ ba của Nhật Bản, sau sân bay Nagasaki và Sân bay quốc tế Kansai. Hiện nay có 5 sân bay nằm ngoài biển ở Nhật Bản, bao gồm cả các sân bay: sân bay Kobe và sân bay Kitakyushu mới.
Việc xây dựng sân bay này bắt đầu tháng 8/200 với tổng mức 768 tỷ yen (tương đương 5,5 tỷ EURO hay 7,3 tỷ USD) nhưng đã tiết kiệm được gần 100 tỷ Yen do quản lý đầu tư hiệu quả. Lưu trữ ngày 13 tháng 4 năm 2005 tại Wayback Machine.
Ngoài cắt giảm chi phí, một loạt các biện pháp bảo vệ môi trường đã được áp dụng. Đảo nhân tạo được đắp hình chữ "D" để các dòng biển có thể chảy trong vịnh này một cách tự do. Bờ đảo được xây một phần bằng đá tự nhiên và kè đá để các loại sinh vật có thể tụ tập và sinh sống tại  đây. Trong quá trình xây dựng, một loài nhạn nhỏ thường lai vãng ở đây và do đó một phần được để dành cho loài nhạn biển này làm tổ. Khi sân bay này được mở cửa ngày 17/2/2005, nó đã thay thế các chuyến bay thương mại của sân bay Nagoya và thừa hưởng mã sân bay 'NGO trước đây của sân bay Nagoya.

## Cơ sở hạ tầng

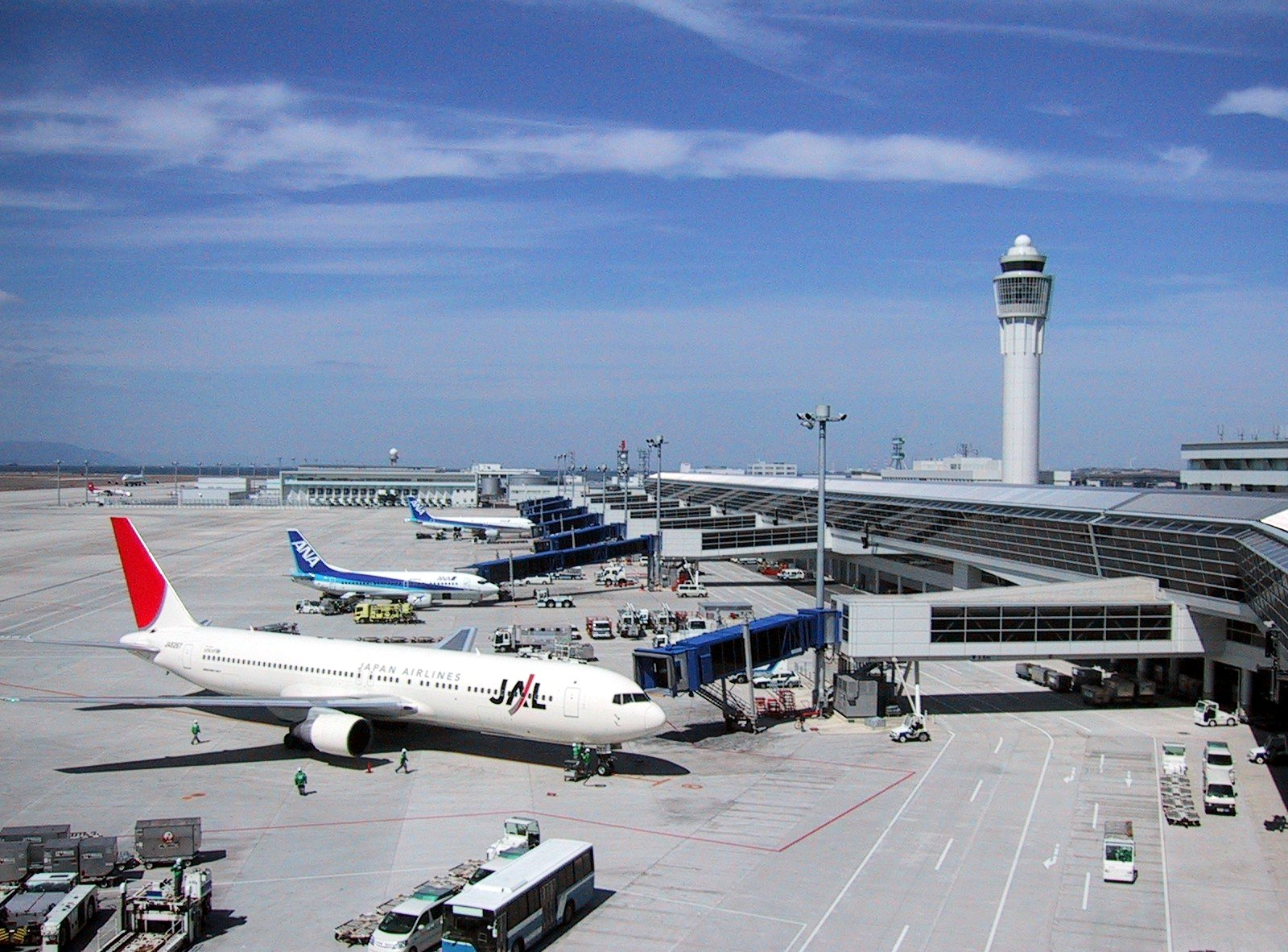
cổng tại Centrair

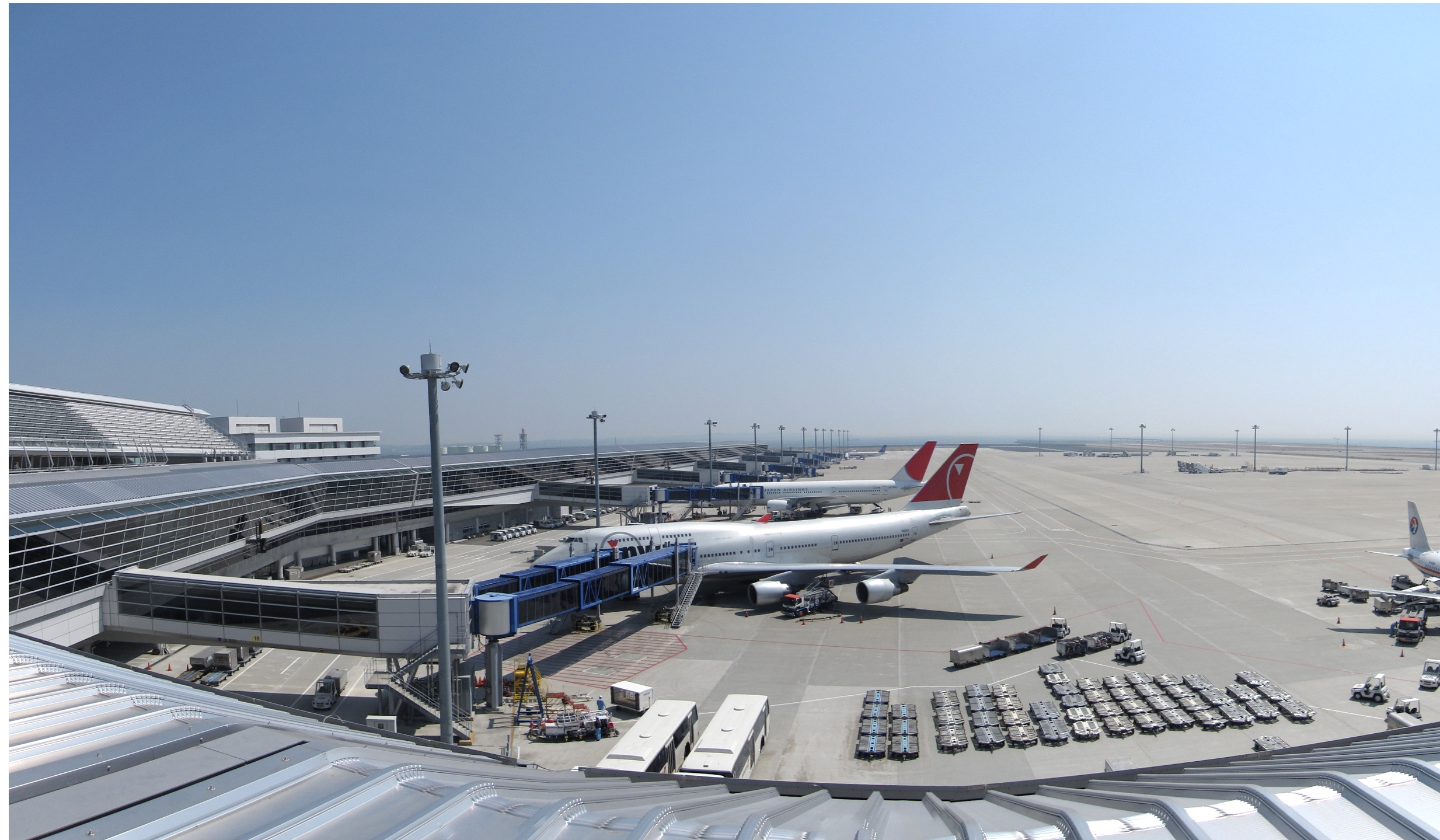
Nhà ga

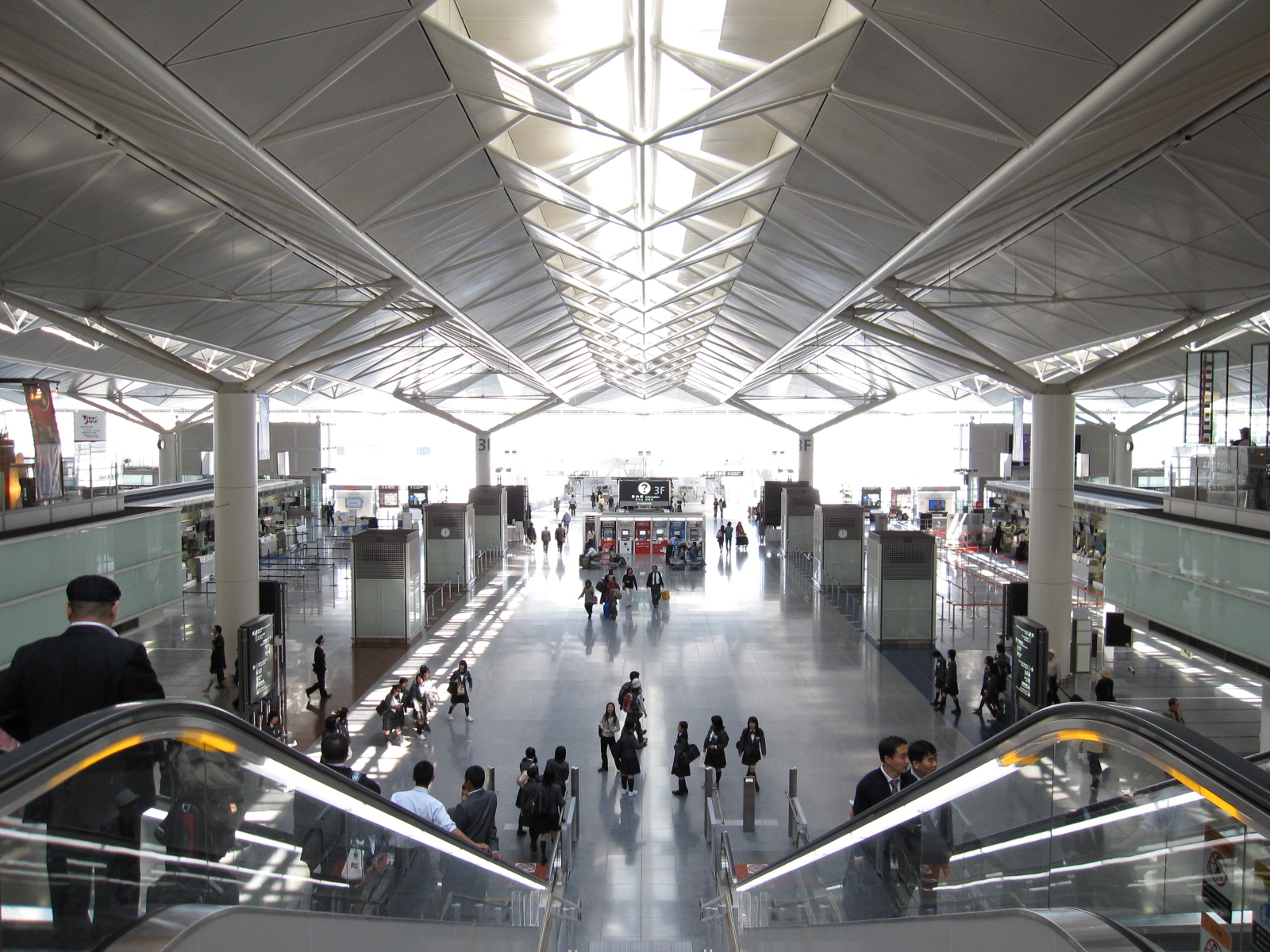
Nhà ga cổng đi đến được thiết kế như hình chữ T

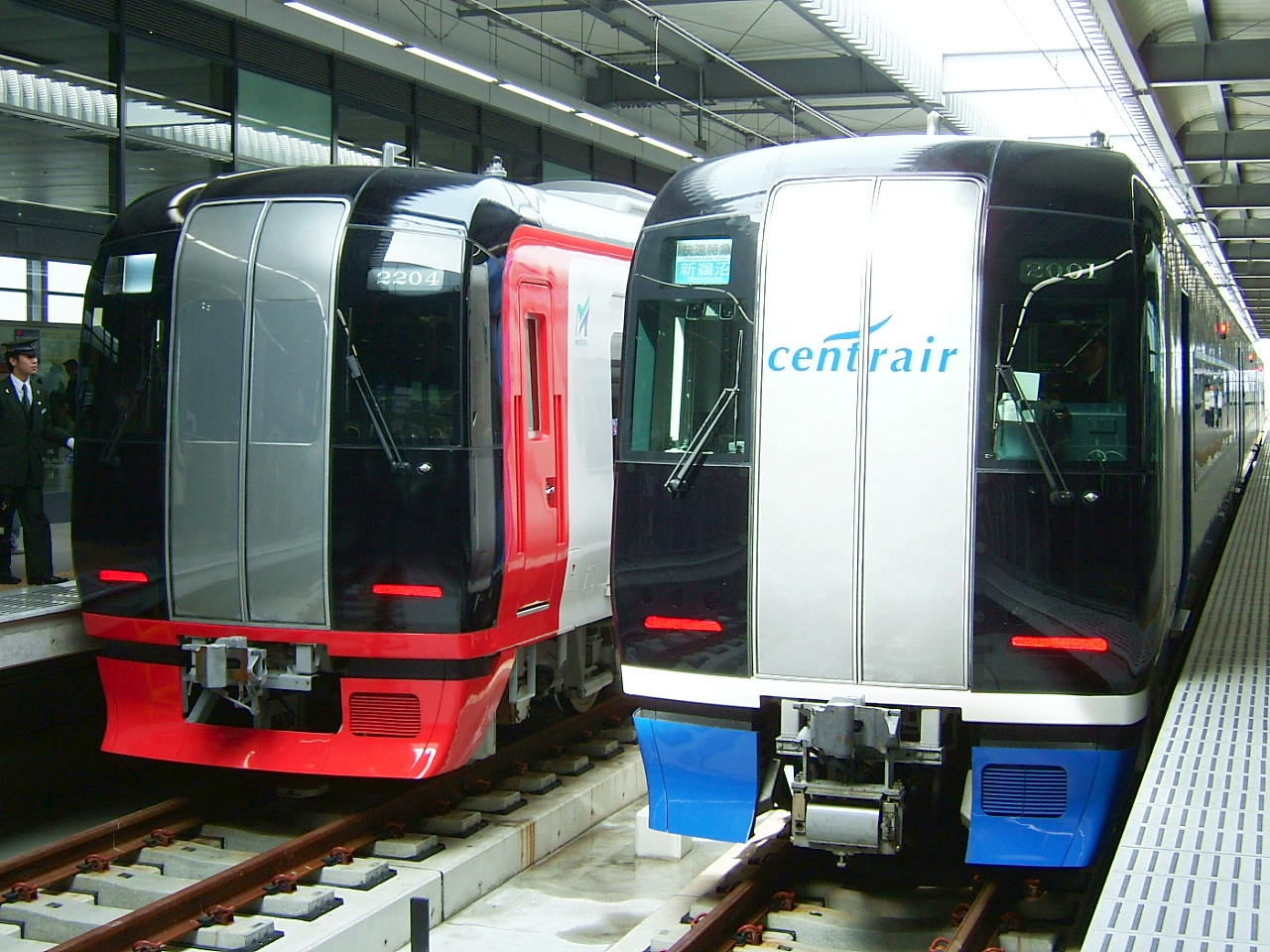
Xe điện ngầm

### Sảnh nhà khách T1
Nhà ga chính có hình dạng chữ "T", với ba nhà ga ống chĩa ra 3 hướng từ một khu vực làm thủ tục ở giữa. Thiết kế như thế này để giảm khoảng cách check-in dưới 300 m. Thoạt đầu, các nhà thiết kế định thiết kế nhà ga chính có hình con hạc bằng  origami nhìn từ phía trên nhưng sau đó loại bỏ thiết kế này do chi phí tốn kém.
Khu vực đến nằm ở tầng 2 và khu vực đi nằm tầng 3, tầng thấp nhất dành cho bảo trì, cung cấp suất ăn và các hoạt động mặt đất khác cũng như xe bus hành khách chở khác ra tàu bay.
Sảnh T1 với thiết kế hạn chế tối đa cầu thang giúp mọi hành khách có thể dễ dàng sử dụng xe đẩy, xe lăn... từ cửa soát vé ga Meitetsu đến tận cửa Hải quan.  Ngoài ra, thiết kế mái vòm và hệ thống cửa kính tận dụng tối đa ánh sáng tự nhiên, tiết kiệm năng lượng và thân thiện với môi trường. Những thiết kế này đã đạt giải Good Design Award đề mục  thiết kế kiến trúc - thiết kế môi trường năｍ 2005
Đài quan sát Sky Deck tọa lạc giữa chính giữa sảnh nhà khách, ngăn chia các chuyến bay quốc tế bên trái và chuyến bay nội địa bên phải. Đài quan sát Sky Deck chỉ cách đường băng 300m và cách đường lăn (Taxiway) 50m.

### Sảnh nhà khách T2
Sảnh nhà khách T2 được mở cửa vào ngày 20 tháng 9 năｍ 2019. Đây là sảnh nhà khách chuyên dụng cho các hãng hàng không giá rẻ (LCC).

### FLIGHT OF DREAMS
Đây là một công trình trong sân bay quốc tế Chubu, được xây dựng như một quần thể thương mại phức hợp với không gian chính trưng bày  Boeing 787 Dreamliner đầu tiên ZA001(N787BA). Chiếc Boeing 787 có đến 35% chi tiết phục tùng được sản xuất tại Nhật bởi MITSUBISHI HEAVY INDUSTRIES, Kawasaki Heavy Industries, SUBARU. Sau đó phụ kiện hoàn thiện được vận chuyển qua đường hàng không từ sân bay quốc tế Chubu đến công xưởng Boeing Everett ở Seattle bằng Boeing Dream Lifter (là Boeing 747-400 được cải chế để chuyên chở linh kiện, phụ tùng của Boeing 787).

### Aichi Sky Expo
Một trung tâm triển lãm bên trong sân bay đã được khánh thành vào ngày 30 tháng 8 năm 2019. Trung tâm triển lãm có 6 hội trường triển lãm, mỗi hội trường rộng 10.000 m2. Wired Music Festival 2019 đã được tổ chức tại đây vào ngày 7 và 8 tháng 9 năm 2019.

## Các hãng hàng không và các điểm đến

### Hành khách
| Hãng hàng không         | Các điểm đến |
| ----------------------- | --- |
| Air Busan               | Busan, Seoul–Incheon |
| Air China               | Thượng Hải–Phố Đông |
| Air Do                  | Sapporo–Chitose |
| All Nippon Airways      | Asahikawa, Fukuoka, Hakodate, Ishigaki, Kagoshima, Memanbetsu, Miyako, Miyazaki, Nagasaki, Naha, Sapporo–Chitose, Sendai, Tokyo–Haneda Theo mùa: Kushiro |
| Asiana Airlines         | Seoul–Incheon |
| Cathay Pacific          | Hồng Kông |
| Cebu Pacific            | Manila |
| China Airlines          | Đài Bắc–Đào Viên |
| China Eastern Airlines  | Bắc Kinh–Đại Hưng, Thành Đô–Song Lưu, Lan Châu, Thanh Đảo, Thượng Hải–Phố Đông, Thái Nguyên, Tây An, Yên Đài                                             |
| China Southern Airlines | Trường Xuân, Trường Sa, Đại Liên, Quảng Châu, Cáp Nhĩ Tân, Thượng Hải–Phố Đông, Thẩm Dương, Vũ Hán                                                       |
| Delta Air Lines         | Detroit |
| Etihad Airways          | Abu Dhabi, Bắc Kinh–Đại Hưng |
| EVA Air                 | Đài Bắc–Đào Viên |
| Finnair                 | Helsinki |
| HK Express              | Hồng Kông |
| Ibex Airlines           | Fukuoka, Kagoshima, Kumamoto, Matsuyama, Niigata, Ōita, Sendai                                                                                           |
| Japan Airlines          | Honolulu, Sapporo–Chitose, Thượng Hải–Phố Đông, Đài Bắc–Đào Viên, Thiên Tân, Tokyo–Haneda, Tokyo–Narita                                                  |
| Japan Transocean Air    | Naha |
| Jeju Air                | Seoul–Incheon |
| Jetstar Japan           | Fukuoka, Kagoshima, Manila, Naha, Sapporo–Chitose |
| Juneyao Airlines        | Nam Kinh, Thượng Hải–Phố Đông, Vô Tích, Hạ Môn |
| Korean Air              | Busan, Seoul–Incheon |
| Loong Air               | Hàng Châu |
| Lufthansa               | Frankfurt |
| Peach                   | Sapporo–Chitose, Sendai |
| Philippine Airlines     | Cebu, Manila |
| Shandong Airlines       | Tế Nam, Thanh Đảo |
| Shanghai Airlines       | Quảng Châu, Ôn Châu |
| Shenzhen Airlines       | Bắc Kinh–Thủ đô, Vô Tích |
| Singapore Airlines      | Singapore |
| Skymark Airlines        | Kagoshima, Naha, Sapporo–Chitose |
| Solaseed Air            | Naha |
| Spring Airlines         | Ninh Ba, Thượng Hải–Phố Đông, Thâm Quyến |
| StarFlyer               | Fukuoka, Đài Bắc–Đào Viên |
| Thai AirAsia X          | Bangkok–Suvarnabhumi |
| Thai Airways            | Bangkok–Suvarnabhumi |
| Thai Lion Air           | Bangkok–Don Mueang |
| Tianjin Airlines        | Thiên Tân |
| Tigerair Taiwan         | Cao Hùng, Đài Bắc–Đào Viên |
| T'way Airlines          | Jeju |
| United Airlines         | Guam |
| Urumqi Air              | Tế Nam, Ürümqi, Vũ Hán |
| VietJet Air             | Đà Nẵng, Hà Nội, Thành phố Hồ Chí Minh |
| Vietnam Airlines        | Hà Nội, Thành phố Hồ Chí Minh |

### Hàng hóa
| Hãng hàng không         | Các điểm đến                                                                                               |
| ----------------------- | --- |
| AirBridgeCargo Airlines | Moskva–Sheremetyevo                                                                                        |
| ANA Cargo               | Hồng Kông, Naha                                                                                            |
| Asiana Cargo            | Seoul–Incheon                                                                                              |
| DHL Aviation            | Anchorage, Cincinnati, Charleston (SC), Everett, Hồng Kông, Leipzig/Halle, Seoul–Incheon, Đài Bắc–Đào Viên |
| National Airlines (N8)  | Anchorage, Los Angeles                                                                                     |
| Nippon Cargo Airlines   | Osaka–Kansai, Tokyo–Narita                                                                                 |
| ULS Cargo               | Hồng Kông, Istanbul–Atatürk                                                                                |